# Блужский Бор (Пуховичский район)
Блужский Бор (бел. Блу́жскі Бор) — деревня в Пуховичском районе Минской области Республики Беларусь. В составе Блужского сельсовета.

## География
Расположен в 15 км на юго-восток от Марьиной Горки, 57 км от Минска, 9 км от железнодорожной станции Талька.

### Гидрография
Около реки Свислочь.

## Этимология
Название происходит от природных особенностей местности.

## История
В 1,5 и 1,2 км к югу от деревни находятся городище железного века и курган, что свидетельствует о давней заселенности этих земель.
В XIX веке урочище в Пуховичской волости Игуменского уезда Минской губернии.
С конца февраля 1918 года территория оккупирована войсками Германской империи. 25 марта 1918 года согласно Третьей Уставной грамоте провозглашалась частью Белорусской Народной Республики. В декабре 1918 года занята Красной Армией, с 1 января 1919 года в соответствии с постановлением I съезда КП(б) Беларуси она вошла в состав Советской Белоруссии, с 27 февраля 1919 года — в ЛитБел ССР. Во время польско-советской войны в августе 1919 — июле 1920 годов под оккупацией Польши (Минский округ ГУУЗ).
С 31 июля 1920 года в Белорусской ССР. С 20 августа 1924 года в Тальковском сельсовете Пуховичского района Минского округа (до 26 июля 1930 года), с 20 февраля 1938 года в Минской области.
Во Вторую мировую войну с конца июня 1941 года до 3 июля 1944 года деревня под оккупацией Германии. В окрестностях деревни действовали советские партизанские бригады "Буревестник" и "2-я Минская".
С 30 октября 2009 года деревня входит в состав Блужского сельсовета.

## Население

### Численность
- 2019 год — 5 жителей

### Динамика
- 1897 год — 10 дворов, 75 жителей
- 1909 год — 74 жителей, 13 дворов (урочище)[3]
- 1917 год — 22 двора, 138 жителей
- 1960 год — 49 жителей
- 1999 год — 5 жителей (перепись населения)
- 2002 год — 1 двор, 2 жителя
- 2007 год — 1 двор, 2 жителя
- 2009 год — 1 двор, 5 жителей (перепись населения)[3]
- 2019 год — 5 жителей (перепись населения)

## Достопримечательность
- Археологические памятники: городище и курган V в. до н. э. — V в. н. э., около деревни Блужский Бор.
  - Городище периода раннего железного века, на левом берегу реки Свислочь, 1,6 км на юг от деревни Блужский Бор —  Историко-культурная ценность Республики Беларусь, шифр 613В000508.